# Campionati europei di atletica leggera 2010 - Salto in lungo femminile

## Podio
| #       | Atleta          | Nazionalità | Misura |
| ------- | --------------- | ----------- | ------ |
| Oro     | Ineta Radēviča  | Lettonia    | 6,92   |
| Argento | Naide Gomes     | Brasile     | 6,92   |
| Bronzo  | Ol'ga Kučerenko | Russia      | 6,84   |

## Record
Prima di questa competizione, il record del mondo (RM), il record europeo (EU) ed il record dei campionati (RC) sono i seguenti:
| Record                | Prestazione | Atleta                              | Data                                        | Competizione                                |
| --------------------- | ----------- | ----------------------------------- | ------------------------------------------- | ------------------------------------------- |
| Record mondiale       | 7.52m       | Galina Chistyakova Unione Sovietica | 11 giugno 1988 Leningrado, Unione Sovietica |                                             |
| Record europeo        | 7.52m       | Galina Chistyakova Unione Sovietica | 11 giugno 1988 Leningrado, Unione Sovietica |                                             |
| Record dei campionati | 7.30m       | Heike Drechsler Germania Est        | 28 agosto 1990 Spalato, Jugoslavia          | Campionati europei di atletica leggera 1990 |

## Programma
| Data           | Ora   | Turno          |
| -------------- | ----- | -------------- |
| 27 luglio 2010 | 12:30 | Qualificazioni |
| 28 luglio 2010 | 20:00 | Finale         |

## Risultati

### Qualificazioni
Qualificazione: Accedono alla finale le atlete che ottengono la misura di 6.65m o le prime 12 migliori misure.
| Pos | Gruppo | Atleta                      | Paese       | #1   | #2   | #3   | Risultato | Note                          |
| --- | ------ | --------------------------- | ----------- | ---- | ---- | ---- | --------- | ----------------------------- |
| 1   | A      | Ljudmila Kolčanova          | Russia      | x    | 6.87 |      | 6.87      | Q                             |
| 2   | A      | Naide Gomes                 | Portogallo  | 6.81 |      |      | 6.81      | Q,                            |
| 3   | A      | Anna Jagaciak               | Polonia     | 6.42 | 6.74 |      | 6.74      | Q,                            |
| 4   | A      | Viktorija Rybalko           | Ucraina     | 6.72 |      |      | 6.72      | Q                             |
| 4   | B      | Ineta Radēviča              | Lettonia    | 6.72 |      |      | 6.72      | Q                             |
| 6   | B      | Jana Veldakova              | Slovacchia  | x    | 6.69 |      | 6.69      | Q                             |
| 7   | B      | Margrethe Renstrøm          | Norvegia    | x    | 6.68 |      | 6.68      | Q,                            |
| 8   | A      | Renáta Medgyesová           | Slovacchia  | 6.53 | 6.66 |      | 6.66      | Q                             |
| 9   | B      | Anastasija Mirončyk-Ivanova | Bielorussia | 6.66 |      |      | 6.66      | Q                             |
| 10  | B      | Ol'ga Kučerenko             | Russia      | 6.65 |      |      | 6.65      | Q                             |
| 11  | A      | Ivana Španović              | Serbia      | 6.61 | 6.63 | 6.49 | 6.63      | q                             |
| 12  | A      | Carolina Klüft              | Svezia      | 6.62 | x    | 6.51 | 6.62      | q,                            |
| 13  | B      | Irene Pusterla              | Svizzera    | 6.37 | 6.62 | 6.47 | 6.62      |                               |
| 14  | B      | Nadja Käther                | Germania    | x    | 6.31 | 6.61 | 6.61      |                               |
| 15  | A      | Lauma Grīva                 | Lettonia    | 6.23 | 6.41 | 6.60 | 6.60      | Miglior prestazione personale |
| 16  | B      | Ksenija Balta               | Estonia     | 6.34 | 6.53 | x    | 6.53      |                               |
| 17  | A      | Bianca Kappler              | Germania    | 6.46 | 6.29 | 6.50 | 6.50      |                               |
| 18  | A      | Tat'jana Kotova             | Russia      | 6.48 | 6.48 | 6.47 | 6.48      |                               |
| 19  | B      | Cornelia Deiac              | Romania     | 6.46 | 6.46 | 6.34 | 6.46      |                               |
| 20  | B      | Nina Kolaric                | Slovenia    | x    | 6.43 | 6.39 | 6.43      |                               |
| 21  | B      | Lina Andrijauskaitė         | Lituania    | 5.51 | 6.31 | 6.35 | 6.35      | Miglior prestazione personale |
| 22  | A      | Concepción Montaner         | Spagna      | 6.34 | x    | —    | 6.34      |                               |
| 23  | B      | Viorica Tigau               | Romania     | 6.21 | x    | x    | 6.21      |                               |
| 24  | B      | Rebecca Camilleri           | Malta       | 5.82 | 5.93 | 5.81 | 5.93      |                               |
|     | A      | Kelly Proper                | Irlanda     | x    | x    | x    | NM        |                               |